# Bang & Olufsen
Bang & Olufsen (B&O, OMX B BO B) és una empresa danesa que dissenya i fabrica productes electrònics d'àudio, receptors de televisió i telèfons. Va ser fundada el 1925 pels enginyers Peter Bang i Svend Olufsen, el primer producte important va ser un receptor de ràdio que funcionava amb corrent altern, en un moment en què la majoria dels aparells de ràdio anaven amb bateries.

## Història
Peter Boas Bang (1900-1957), fill de Camillo Bang, un exitòs home de negocis danès, va mostrar gran interès per la tecnologia de la ràdio des d'una edat primerenca. Després de graduar-se com a enginyer el 1924, va passar sis mesos treballant en una fàbrica de ràdio als Estats Units, on es va familiaritzar amb les darreres novetats tecnològiques d'aquest camp. En tornar a Dinamarca es va associar amb el seu amic Svend Olufsen (1897-1949) per fundar la companyia. Quan aquesta va iniciar oficialment les seves activitats el 1925 amb seu a Struer. Bang es va centrar en els aspectes tecnològics mentre Olufsen s'ocupava dels empresarials.
Durant les dècades del 1930 i del 1940 l'empresa va fer una sèrie de desenvolupaments que van tenir força èxit, com per exemple un sistema d'enregistrament de so per a la indústria del cinema, altaveus muntats sobre el sostre dels vehicles del circ i de l'exèrcit i l'emblemàtic receptor de ràdio Beolit 39 amb una caixa de baquelita.
El seu treball amb els receptors de ràdio i els altaveus els va portar a seguir el principi que els seus productes havien de ser aptes per a la reproducció de música en alta fidelitat. Van portar a terme l'ideal que la música que es podia escoltar a través dels seus equips havia d'arribar a les orelles sense ser afectada per les limitacions de la tecnologia. Per tal d'assolir aquesta finalitat la psicoacústica és un factor important en el disseny dels productes de B&O i també de les proves als que són sotmesos.
Vers el final de la Segona Guerra Mundial la companyia va haver d'enfrontar-se a la crema de la seva fàbrica de Gimsing (avui forma part del Municipi de Struer) a càrrec de sabotejadors pro-nazis, com a càstig per la negativa de la direcció a col·laborar amb els alemanys. Sense immutar-se, Bang & Olufsen va reconstruir la fàbrica i va passar a desenvolupar una sèrie d'aparells de ràdio, radiogramòfons i aparells de televisió durant la dècada del 1950 que adquirir nous trets de disseny quan Ib Fabiansen es va unir a la companyia el 1957.